# Francisco III Fernández de la Cueva
Pour les articles homonymes, voir Fernández et Francisco Fernández.
Francisco III Fernández de la Cueva y de la Cueva (Cuéllar, 1575 – Madrid, 18 juillet 1637) était un noble, militaire, homme politique et diplomate espagnol, 7e duc d'Alburquerque, qui a été au service de Philippe IV d'Espagne. Il a été vice-roi de Catalogne et de Sicile, président du Conseil Suprême d'Italie et du Conseil suprême de la Couronne d'Aragon (es), entre autres charges.

## Biographie
Né au château de Cuéllar et baptisé dans l'église de San Martín de Cuéllar le 28 avril 1575, il était le fils de Beltrán III de la Cueva y Castilla, sixième duc d'Alburquerque, et de sa première épouse, Isabel de la Cueva y Córdoba, descendante des quatrièmes ducs de la même maison. À la mort de son père, survenue en 1612, il lui a succédé prenant les titres de 4e marquis de Cuéllar (es), 7e comte de Huelma et de Ledesma, 7e seigneur des États de Mombeltrán, Pedro Bernardo, La Codosera et autres.
En 1615 il a été nommé vice-roi de Catalogne, charge qu'il a exercée jusqu'en 1619, où il a eu pour successeur Fernando Afán de Ribera y Téllez-Girón, 3e duc d'Alcalá de los Gazules (es). En 1627 il est nommé vice-roi de Sicile, et durant son mandat, il a ordonné que l'on fonde en bronze les statues de Charles Quint et de Philippe IV d'Espagne qui sont toujours présentes. Il a occupé ce poste jusqu'en 1632.
Il a appartenu au Conseil d'État (es) et Conseil de Guerre (es) de Philippe IV d'Espagne, dont il fut également l'ambassadeur à Rome, et finalement président du Conseil suprême d'Italie et du Conseil suprême de la Couronne d'Aragon (es)].
José Antonio Álvarez Baena dans son catalogue des hommes illustres, le désigne comme un des Grands de très grand mérite en son temps, et Lope de Vega a fait également son éloge dans son Laurel de Apolo. Il est décédé à Madrid le 18 juillet 1637.

## Mariages et descendance
Il a contracté son premier mariage alors qu'il n'était encore que marquis de Cuéllar (es), à Alba de Tormes le 23 août 1598 avec Antonia de Toledo y Beaumont, sœur du 5e duc d'Albe de Tormes et fille du 5e comte de Lerín (es), dont il n'a pas hérité, parce qu'il a épousé en secondes noces Ana María de Padilla Manrique y Acuña, fille de Martín de Padilla, premier comte de Santa Gadea (es). De cette union est né un fils unique :
Beltrán IV de la Cueva y Padilla, cinquième marquis de Cuéllar, qui est mort à Barcelone à l'âge de 15 ans.
Il s'est marié enfin avec Ana Enríquez de Cabrera y Colonna, fille de Luis Enríquez de Cabrera y Mendoza, quatrième duc de Medina de Rioseco (es), huitième amiral de Castille, et de Victoria Colonna, fille du grand connétable de Naples. Ils ont eu pour enfants:
1. Francisco IV Fernández de la Cueva y Enríquez de Cabrera, huitième duc d'Alburquerque.
2. Gaspar de la Cueva y Enríquez de Cabrera, général d'artillerie de l'armée d'Estrémadure lors de la guerre contre le Portugal.
3. Melchor Fernández de la Cueva y Enríquez de Cabrera, qui plus tard sera le neuvième duc d'Alburquerque.
4. Baltasar de la Cueva y Enríquez de Cabrera, 20e vice-roi du Pérou, marié avec Teresa Arias de Saavedra y Enríquez, septième comtesse de Castellar (es), quatrième marquise de Malagón (es).
5. José de la Cueva y Enríquez, Colegial mayor de San Bartolomé de Salamanque, chanoine de la Santa Iglesia de Tolède et chanoine de celle de Séville, entre autres charges.
6. Isabel de la Cueva y Enríquez, mariée premièrement avec Jorge Manrique de Lara, quatrième duc de Maqueda (es) et sixième de Nájera (es), et enfin avec Pedro Nuño Colón de Portugal y Castro, sixième duc de Veragua et vice-roi de Nouvelle-Espagne.
7. Ana de la Cueva y Enríquez, mariée avec Juan Enríquez de Borja y Almansa, huitième marquis de Alcañices (es), second marquis de Santiago de Oropesa (es).
8. María et Victoria de la Cueva y Enríquez, qui sont décédées enfants.